# Remigio Gandásegui
Remigio de Gandásegui y Gorrochátegui (Galdácano, 5 de enero de 1871-Valladolid, 16 de mayo de 1937) fue un eclesiástico español, del hábito de  Calatrava, que fue Prior de las Órdenes Militares Españolas con sede en Ciudad Real (obispo titular de Dora) entre 1905-1914, obispo de Segovia entre 1914-1920 y Arzobispo de Valladolid entre 1920 y 1937. Asimismo, fue nombrado senador por el Arzobispo de Valladolid (1916-1922) y, luego, senador por derecho propio (1921-1923).

## Biografía

### Episcopado
Fue un hombre activo, emprendedor y profundamente preocupado por los problemas que afectaban a la sociedad española de la época. Durante sus 22 años de episcopado, Gandásegui desarrolló una labor destacada a escala nacional y diocesana, procurando la re-cristianización social por medio del desarrollo del fasto religioso, la potenciación de la obra social de la Iglesia y la defensa política de los intereses eclesiásticos.

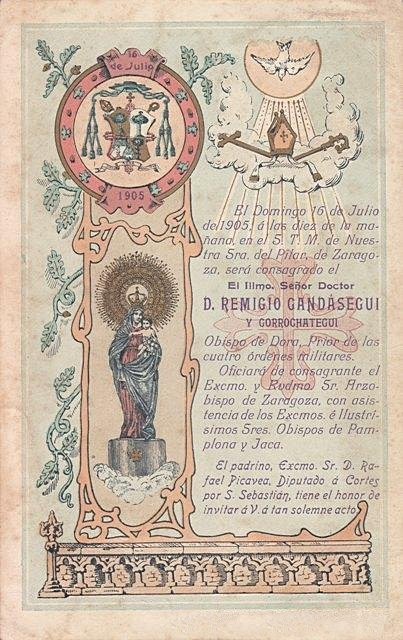
Consagración episcopal de Remigio Gandásegui y Gorrochátegui como Obispo de Dora en Zaragoza

Al frente de la Archidiócesis de Valladolid (1920-1937), desarrolló una importante labor con la colaboración del arquitecto e historiador Juan Agapito y Revilla y del entonces director del Museo Provincial de Bellas Artes (hoy Museo Nacional de Escultura) Francisco de Cossío en la revitalización de la Semana Santa de Valladolid; se realzan los desfiles procesionales con la presencia de las cofradías penitenciales históricas y de las imágenes que se habían ido conservando en el Museo. Gandásegui fomenta la creación de nuevas cofradías para recuperar las antiguas a partir de asociaciones religiosas seglares, así como la Procesión General de la Sagrada Pasión del Redentor del Viernes Santo que, a principios de siglo XX, había entrado en decadencia.

## Guerra civil y muerte
Al estallar la guerra civil española en julio de 1936, se encontraba en San Sebastián, donde fue rescatado por militantes del PNV de un seguro fusilamiento por parte de milicianos anarquistas, volviendo a Valladolid tras 55 días de cautiverio. A su regreso, sano y con buen aspecto, fue recibido con sorpresa por sus feligreses, pues la prensa nacionalista publicó que había sido torturado e incluso «asesinado por los rojos vascos separatistas» (llegándose a celebrar misas fúnebres en su memoria). Monseñor Gandásegui afirmó, por el contrario, haber sido tratado respetuosamente, lo que le valió el mote de el obispo rojo por parte de sectores reaccionarios. Desde entonces, milicias requetés custodiaron su persona por temor a represalias.
Al año siguiente, el 16 de mayo de 1937, murió a los 66 años de edad y después de 22 de pontificado.
Por otro lado, fue el promotor de la conversión en 1941 de la entonces Iglesia de San Esteban en el Santuario Nacional de la Gran Promesa, templo expiatorio consagrado al culto del Sagrado Corazón de Jesús.